# British Army
Il British Army (Esercito britannico) è la componente terrestre delle forze armate britanniche. Nacque deopo l'emanazione dell'Atto d'unione del 1707 con l'unificazione dei governi e delle forze armate di Inghilterra e Scozia nel Regno Unito di Gran Bretagna, incorporando reggimenti preesistenti dei due regni e quindi posto sotto il controllo del War Office di Londra.
Nel 2024 il totale del personale militare operativo è composto da 75 166 persone Nel 2006 ne facevano parte 107 730 soldati, altri 38 460 appartenevano al Territorial Army. Per distinguerla dal Territorial Army, il British Army è indicato anche come Regular Army. La forza armata è oggi dispiegata in molte zone di guerra di tutto il mondo come parte di forze di combattimento e di forze di peacekeeping delle Nazioni Unite. Diversamente dalla Royal Navy, dai Royal Marines e dalla Royal Air Force, il British Army non ha l'aggettivo "Royal" nel suo nome perché alcune unità con cui fu formato nel 1707 già non avevano il prefisso "Royal" nel proprio.

## Storia

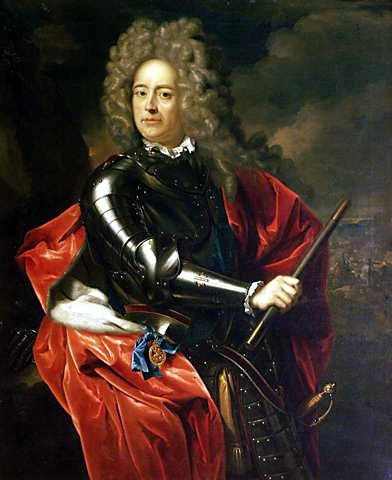
John Churchill, I duca di Marlborough fu uno dei primi generali del moderno British Army, combattendo nelle campagne per la guerra di successione spagnola

Il British Army si formò inizialmente dall'unione dello Scottish Army con l'English Army dopo l'unificazione del Regno d'Inghilterra con il Regno di Scozia, a formare il Regno di Gran Bretagna nel 1707. Nel nuovo British Army vennero incorporati tutti i reggimenti esistenti scozzesi e inglesi e la sua nuova sede venne posta a Londra.
Dopo l'ascesa al trono di Guglielmo III e Maria II, l'Inghilterra venne coinvolta nella guerra della Grande Alleanza essenzialmente per evitare che i francesi potessero invadere la Gran Bretagna per restaurare al trono il cattolico padre di Maria II, Giacomo II. A seguito degli Acts of Union 1707 e nel 1801 con la creazione del Regno Unito, la politica estera britannica fu essenzialmente improntata a cercare di contenere l'espansione delle altre potenze europee come Francia e Spagna. La Spagna, dominante potenza mondiale e principale ostacolo alle ambizioni inglesi oltreoceano, era stata vincente per quasi due secoli di storia europea. Le ambizioni territoriali dei francesi, a ogni modo, avevano portato alla guerra di successione spagnola e alle guerre napoleoniche. sino alla guerra di Crimea russa. Dopo il 1745 le reclute vennero derivate essenzialmente dalla Scozia al punto che a metà del secolo quasi un terzo degli ufficiali proveniva da quelle terre.
All'epoca della fine della guerra dei sette anni nel 1763, la Gran Bretagna e il suo successore Regno Unito si erano distinti come i principali leader militari ed economici nel mondo.

### Il primo Impero britannico
L'Impero britannico era andato espandendosi nei secoli con l'inclusione di colonie, protettorati e dominions nelle Americhe, in Asia e in Australasia. Anche se la Royal Navy era reputata come vitale per la sopravvivenza stessa dell'Impero britannico e per la predominanza dell'Inghilterra, l'esercito inglese giocò un ruolo fondamentale nella colonizzazione dell'India e di altre regioni. I suoi tipici compiti erano quelli di presidiare le colonie con guarnigioni, prendere importanti aree strategiche e partecipare ad azioni per pacificare i confini delle colonie, oltre a provvedere il supporto ai governi alleati, a sopprimere i rivali militari dell'Inghilterra e proteggere i coloni dalle potenze straniere e dai nativi ostili.

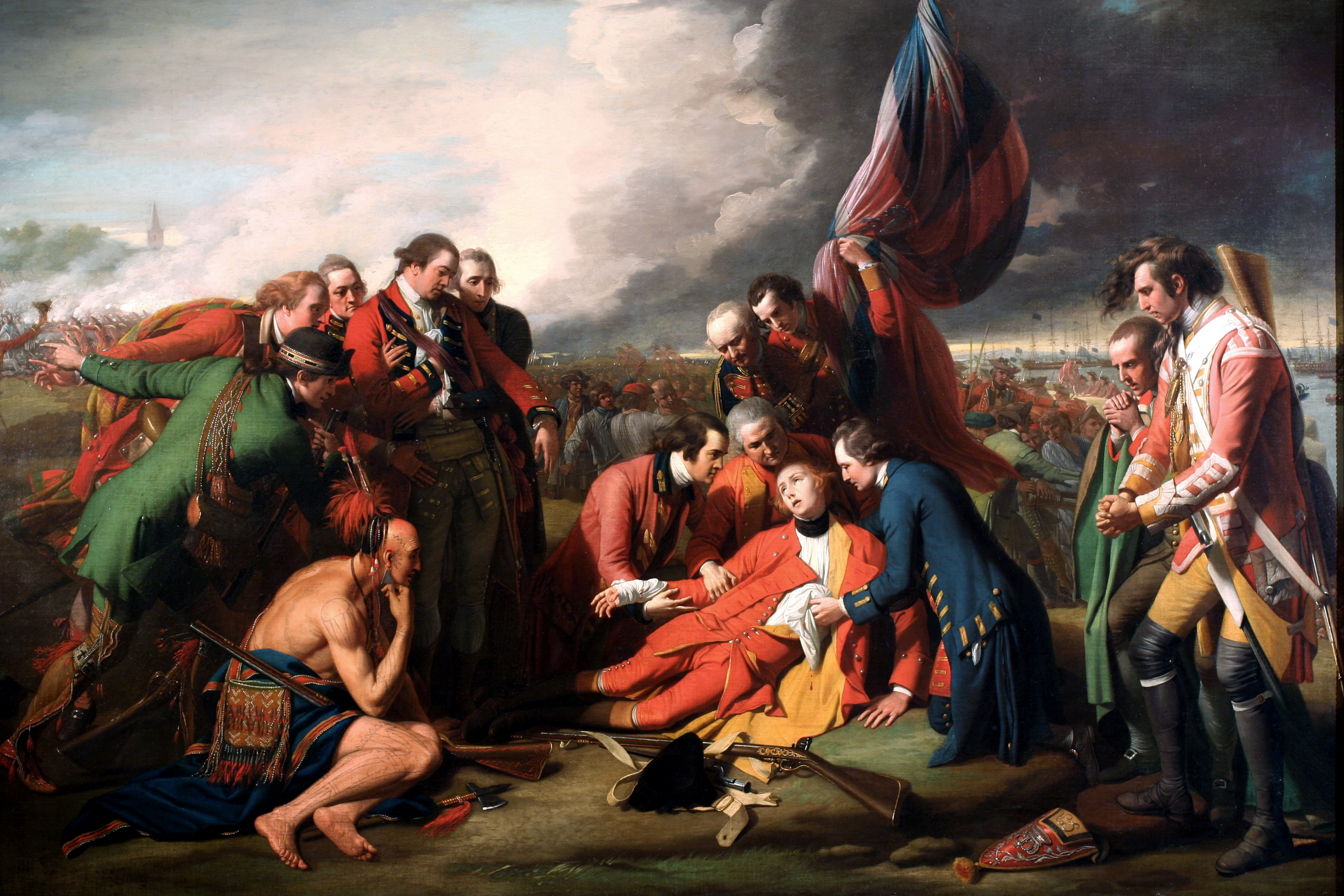
La morte del generale Wolfe durante la battaglia delle Piane di Abraham; le campagne della guerra franco-indiana portarono al controllo inglese sul moderno Canada

I soldati britannici inoltre furono fondamentali per la presa di alcuni territori importanti, permettendo all'impero di espandersi con facilità. Tra le azioni più significative ricordiamo le battaglie della guerra dei sette anni, della Rivoluzione americana, delle guerre napoleoniche, della prima e della seconda guerra dell'oppio, della ribellione dei Boxer, delle guerre di Nuova Zelanda, della ribellione indiana del 1857, della prima e della seconda guerra boera, dei Raid feniani, della guerra d'indipendenza irlandese, oltre a molti interventi in Afghanistan, e nella guerra di Crimea.
Come il suo predecessore, il British Army combatté Spagna, Francia e Paesi Bassi per ottenere la supremazia in Nord America e nelle Indie Occidentali. Con l'aiuto anche di alcuni nativi, l'esercito inglese conquistò la Nuova Francia durante la guerra dei sette anni e successivamente schiacciò le forze indigene nella guerra di Pontiac.
Il British Army non riuscì invece a soffocare la ribellione delle colonie americane; nonostante numerose vittorie tattiche locali, le truppe britanniche mostrarono notevoli difficoltà a fronteggiare le forze americane dell'Esercito Continentale supportati dai combattivi reparti di miliziani, e subirono due gravi sconfitte nella battaglia di Saratoga e nella battaglia di Yorktown. Le truppe britanniche durante la guerra d'indipendenza americana, furono rafforzate da numerosi reparti di truppe mercenarie tedesche, disciplinate e ben addestrate, i cosiddetti Assiani. Dopo otto anni di guerra la Gran Bretagna dovette riconoscere l'indipendenza delle Tredici colonie ma mantenne il possesso del Canada.

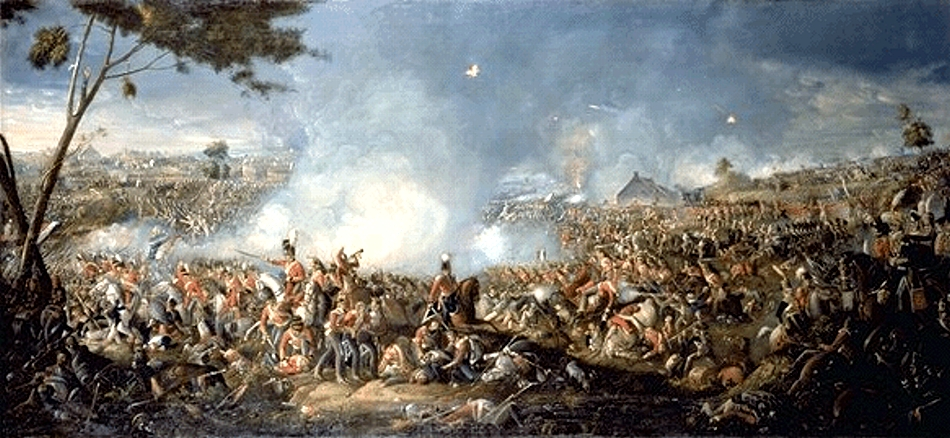
Il trionfo del Duca di Wellington e del feldmaresciallo prussiano Blücher su Napoleone Bonaparte nella battaglia di Waterloo

Il British Army venne pesantemente coinvolto nelle guerre napoleoniche nelle quali l'esercito prestò servizio in un gran numero di campagne in Europa (tra cui la Guerra peninsulare), nei Caraibi, nel Nord Africa e poi anche in Nord America. La guerra tra il Regno Unito e il Primo Impero francese di Napoleone Bonaparte fece sì che l'esercito britannico raggiungesse il suo picco massimo armando, nel 1813, 250 000 uomini, nel British Army durante le guerre napoleoniche erano inquadrati anche reparti tedeschi dell'Hannover e la cosiddetta King's German Legion. Una coalizione anglo-olandese con le armate prussiane sotto il comando del duca di Wellington e del feldmaresciallo von Blucher, sconfisse Napoleone nella battaglia di Waterloo nel 1815.
Su altri fronti già l'Inghilterra era stata coinvolta, politicamente e militarmente, in Irlanda sin dalla fondazione della Signoria d'Irlanda per opera del papa nel 1171. Il dittatore repubblicano inglese Oliver Cromwell aveva avviato una campagna essenzialmente per la repressione dei villaggi irlandesi e delle loro rivolte (scagliandosi in particolare su Drogheda) perché avevano supportato i realisti durante la guerra civile inglese. Oltre a questo conflitto latente, con l'Irlanda erano forti i contrasti coi nazionalisti locali, che ritenevano di essere costantemente sfruttati come produzione di risorse dall'Inghilterra. Per parte loro gli irlandesi in quel frangente riuscirono a raccogliere un esercito di volontari per tentare di emulare i coloni americani, anche se in questo caso (viste le passate esperienze in Nord America) il governo inglese adottò provvedimenti tali che resero inefficace questa forza militare locale. Lo stesso British Army si trovò a combattere contro i ribelli irlandesi, protestanti e cattolici, dapprima a Ulster e poi a Leinster (gli United Irishmen di Theobald Wolfe Tone) della ribellione del 1798.

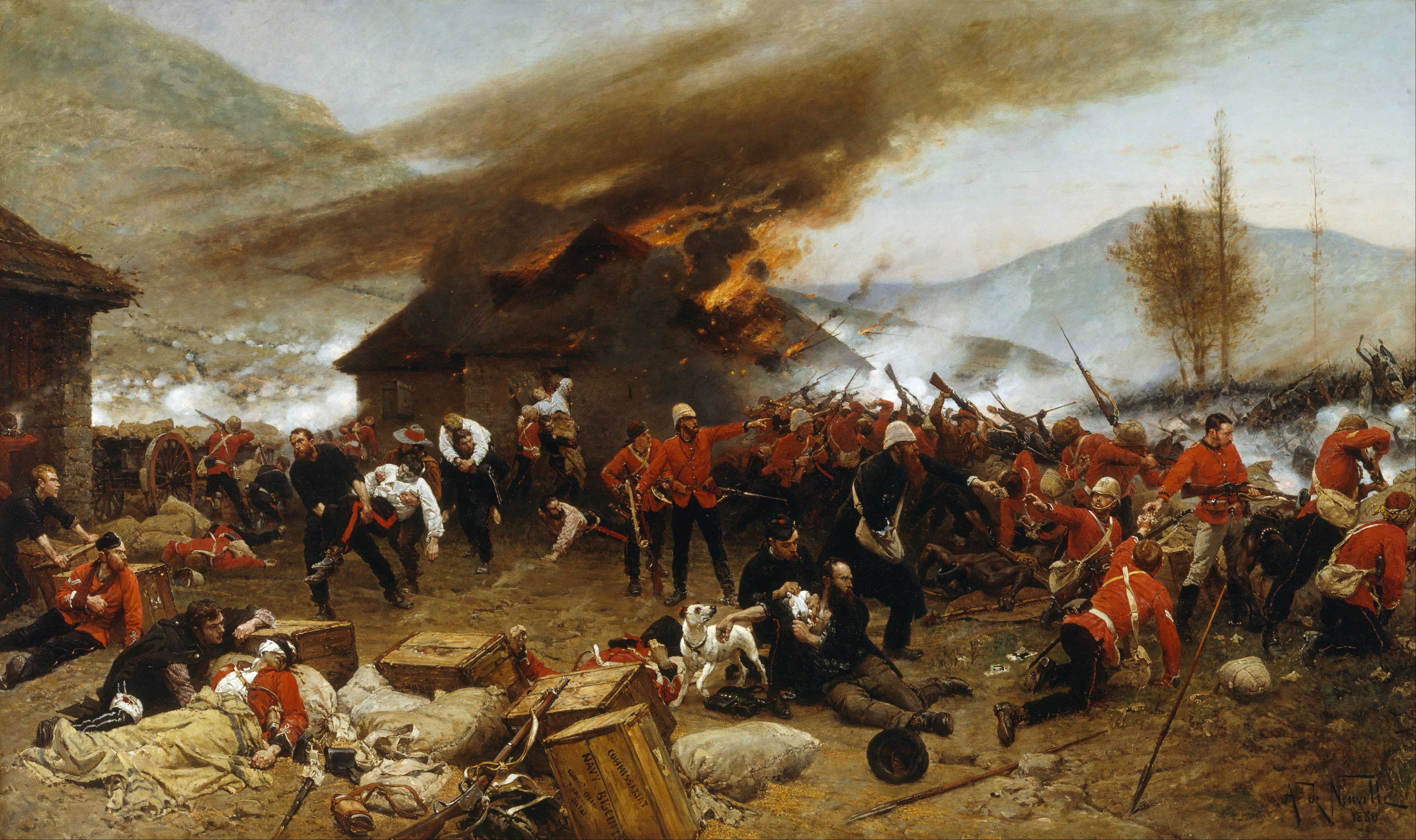
La battaglia di Rorke's Drift nel 1879 vide un piccolo gruppo di forze inglesi attaccate e sopraffatte dalle forze Zulu; per l'occasione vennero concessi undici esemplari della Victoria Cross

Oltre a combattere gli eserciti degli altri imperi europei (e dei coloni statunitensi nella guerra del 1812), nella battaglia per la supremazia universale, il British Army combatté contro i cinesi nella prima e nella seconda guerra dell'oppio, nella ribellione dei Boxer, contro le tribù Maori nelle guerre della Nuova Zelanda, contro le forze di Nawab Shiraj-ud-Daula e gli ammutinati della British East India Company nella ribellione di Sepoy del 1857, i boeri nella prima e nella seconda guerra boera, i feniani irlandesi in Canada durante i Raid feniani e i separatisti irlandesi nella guerra anglo-irlandese.
La crescente estensione dell'Impero britannico, l'inadeguatezza e l'inefficienza dei vecchi metodi dimostrati dal periodo successivo alle guerre napoleoniche, e la formazione della Milizia, della Yeomanry e delle Volunteer Forces, portarono alle Riforme Cardwell e Childers sul finire del XIX secolo, che diedero al British Army la sua forma moderna, ridefinendo il sistema regimentale. Il British Army a ogni modo peccava ancora di alcune carenze. Alla fine dell'Ottocento, l'esercito appariva numericamente modesto e tecnicamente antiquato soprattutto nel settore dell'artiglieria e del supporto logistico. Inoltre era lacerato dai contrasti tra la cosiddetta "fazione africana", formata intorno al comandante in capo feldmaresciallo Garnet Wolseley, e la "fazione indiana", guidata dal feldmaresciallo Frederick Roberts. A causa di questi dissidi interni e delle manchevolezze tecniche e tattiche, le forze britanniche non diedero una grande dimostrazione di efficienza durante la seconda guerra boera.
Alla morte della regina Vittoria l'esercito britannico non aveva ancora uno stato maggiore generale, né una divisione permanente in corpi, né una coscrizione. Le Riforme Haldane del 1907, portarono formalmente alla creazione della Territorial Force come volontari della riserva dell'esercito, riorganizzando la Volunteer Force, la Milizia e la Yeomanry.

### Le guerre mondiali
La predominanza del Regno Unito venne posta ancora in gioco dalle altre potenze mondiali con l'inizio del Novecento, prima tra tutte la Germania. Un secolo prima, la Francia era una delle potenze fondamentali dello scenario europeo, e il principale alleato britannico era costituito dai domini dell'Hannover che erano compresi proprio tra i principati tedeschi settentrionali. Dalla metà del XIX secolo, Regno Unito e Francia iniziarono un percorso di ravvicinamento sino a giungere ad allearsi contro la Russia per evitare la spoliazione da parte di quest'ultima dei territori dell'Impero ottomano (anche se fu proprio il terrore di un'invasione francese in Inghilterra a portare alla formazione della Volunteer Force). Dal primo decennio del XX secolo, a ogni modo, il Regno Unito si ritrovò alleato con Francia (con l'Entente Cordiale) e la Russia, e quando nel 1914 scoppiò la prima guerra mondiale, l'esercito inglese inviò un corpo di spedizione in Francia e Belgio per impedire l'occupazione di tali territori da parte dei tedeschi. Il British Army creò il Mediterranean Expeditionary Force in Egitto e lo inviò poi a Gallipoli nel tentativo fallito di riprendere Costantinopoli e assicurare le vie navali verso la Russia. Dopo la ritirata da Gallipoli quasi 400 000 uomini in 13 divisioni del Mediterranean Expeditionary Force e le forze in Egitto formarono una riserva strategica chiamata Egyptian Expeditionary Force.

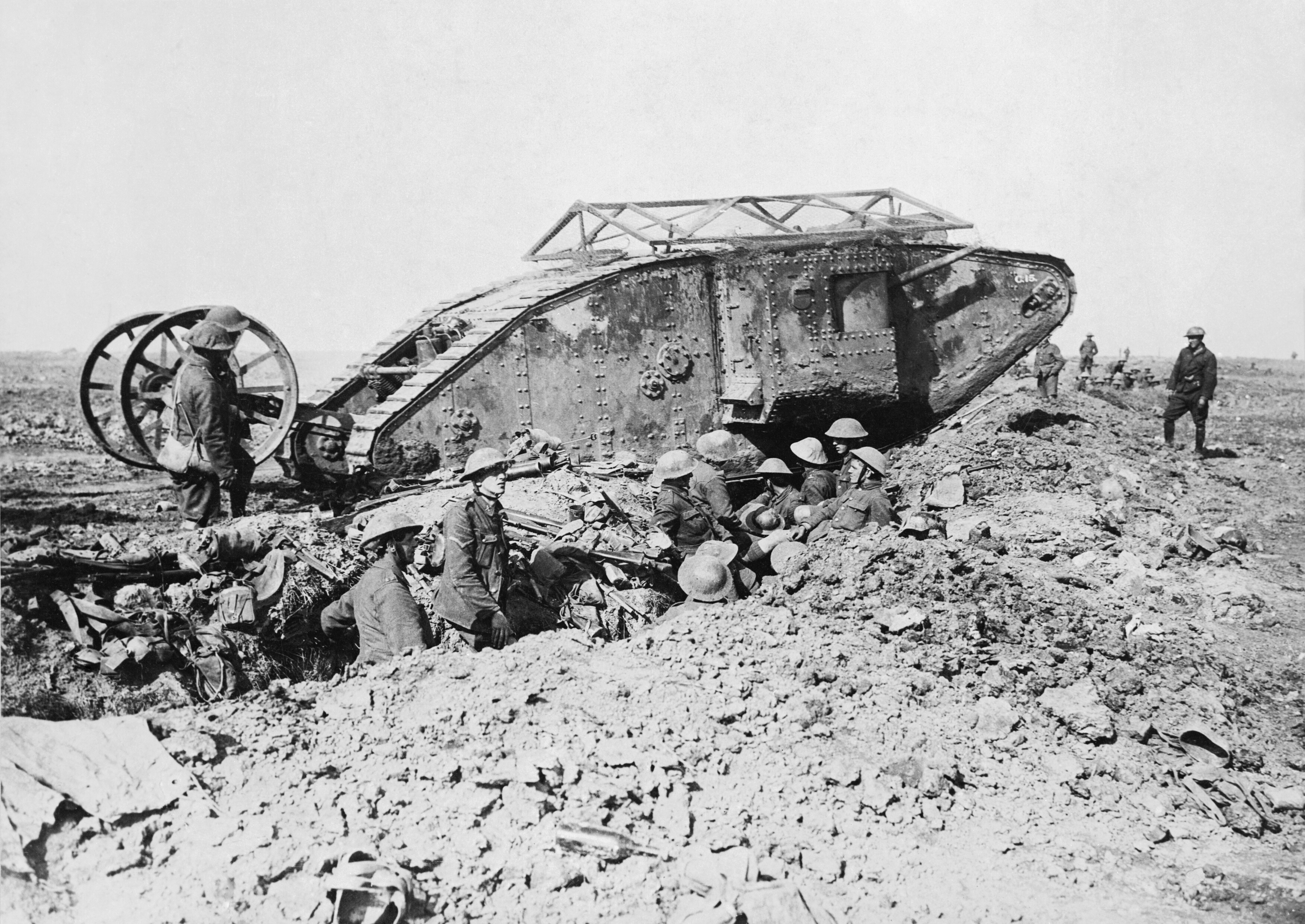
Un carro armato Mark I inglese durante la prima guerra mondiale

 Con gran parte delle riserve strategiche inviate sul Fronte occidentale, un Egyptian Expeditionary Force composto di due divisioni a cavallo inglesi e una australiana e neozelandese dell'Eastern Force, riuscirono a difendere il canale di Suez e Romani nel 1916 dalle incursioni tedesche e ottomane. queste forze presero il Sinai e mantennero le locali linee di comunicazione, ma all'inizio del 1917 la loro avanzata venne bloccata a Gaza sino alla fine dell'anno quando nuovi rinforzi presero Beersheba, gran parte della Palestina meridionale e Gerusalemme. Le forze di Allenby, che includevano anche unità dell'Indian Army che andarono a rimpiazzare le truppe inglesi impegnate nel conflitto mondiale, catturarono la parte meridionale della Valle del Giordano nel 1918 e portarono avanti due attacchi ad Amman ed Es Salt e occuparono parte della Valle del Giordano, durante i preparativi per l'assalto finale del settembre di quell'anno nella battaglia di Megiddo. Come risultato della cattura delle armate ottomane per opera dell'Egyptian Expeditionary Force, venne siglato un armistizio il 31 ottobre 1918.
La Grande Guerra si dimostrò uno dei teatri bellici più devastanti per la storia militare britannica, lasciando sul campo circa ottocentomila morti e due milioni di feriti. Nella prima parte della guerra, le forze professionali dell'esercito britannico vennero coinvolte nelle principali battaglie sul continente tra cui la cruenta e logorante battaglia della Somme. L'avanzamento nelle tecnologie portò anche nel British Army all'uso del carrarmato, con la creazione del Royal Tank Regiment, e il progredire anche nel progetto dei velivoli, con la costituzione del Royal Flying Corps, che sarà decisivo nelle future battaglie. La guerra di trincea fu la strategia dominante del fronte occidentale, e l'uso dei gas chimici portò alla devastazione più totale.

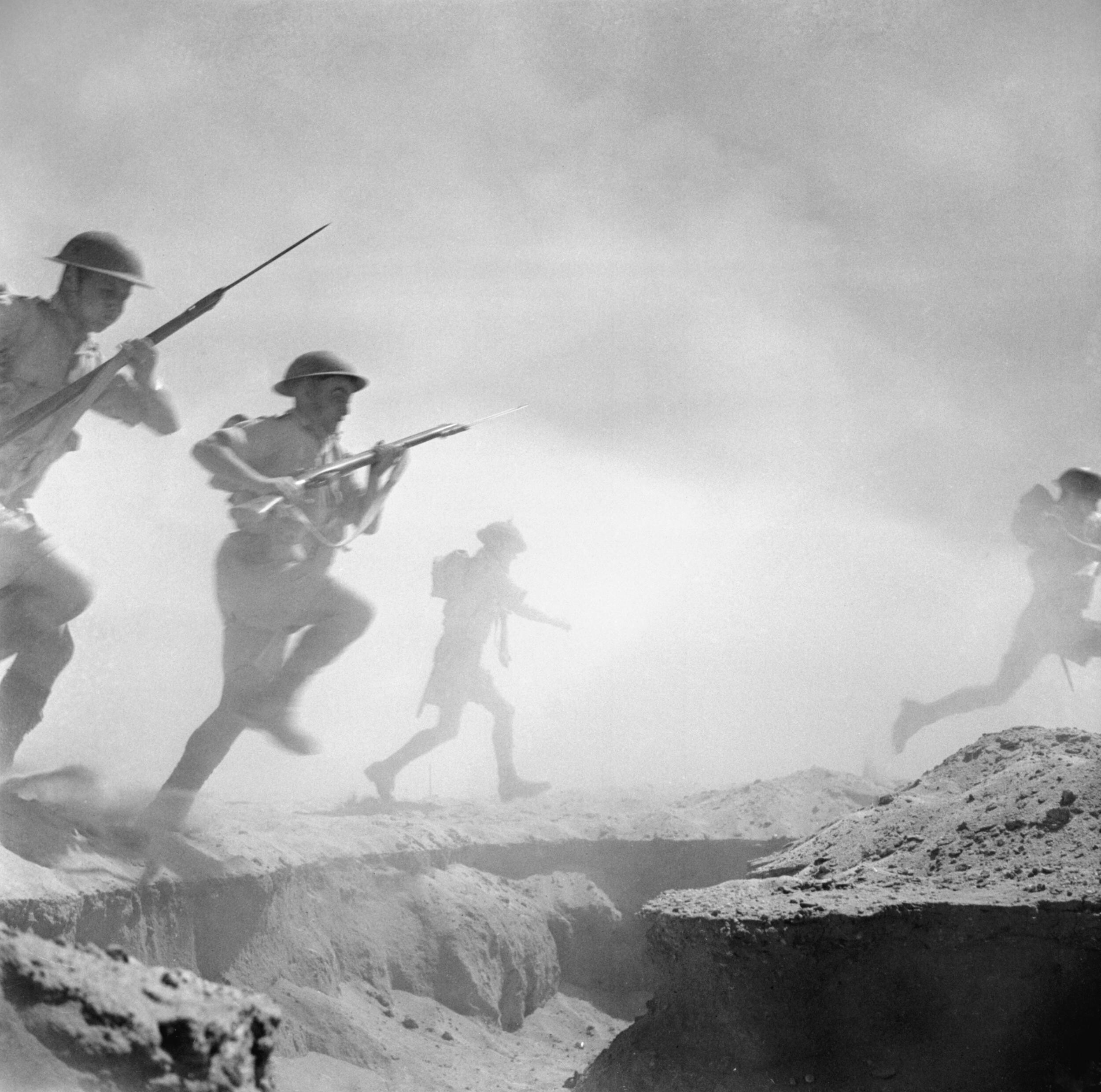
La seconda battaglia di El Alamein bloccò le ambizioni tedesche in Nord Africa, ed è solitamente citata come uno dei punti chiave della seconda guerra mondiale

La seconda guerra mondiale scoppiò nel 1939 con l'invasione tedesca della Polonia. Le rassicurazioni degli inglesi ai polacchi portarono l'Impero britannico a dichiarare guerra alla Germania. Nuovamente un British Expeditionary Force venne inviato in Francia, solo per poi essere velocemente costretto alla ritirata dalle truppe tedesche che occuparono dapprima i Paesi Bassi e poi la Francia nel 1940. Solo l'evacuazione di Dunkirk salvò l'intero British Expeditionary Force dalla completa distruzione.
Successivamente, a ogni modo, l'esercito britannico raggiunse un successo decisivo nel teatro africano sconfiggendo italiani e tedeschi nella battaglia di El Almein e prese parte con un ruolo importante all'invasione della Normandia insieme agli altri eserciti alleati Quasi la metà dei soldati alleati sbarcati il 6 giugno 1944 in Normandia erano britannici. Nel lontano Oriente, il British Army si scontrò coi giapponesi a Burma. La seconda guerra mondiale vide l'esercito britannico sviluppare inoltre il proprio Special Air Service, unità di commando paracadutate.

### L'era postcoloniale

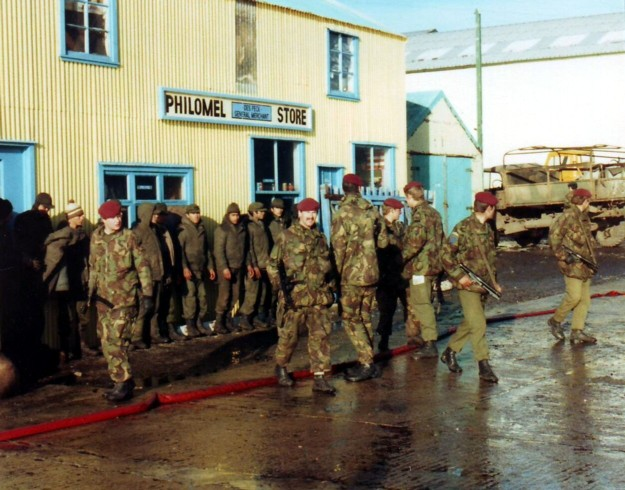
Soldati del Parachute Regiment controllano prigionieri di guerra argentini durante la guerra delle Falkland

Dopo la fine della seconda guerra mondiale, il British Army venne significativamente ridotto in grandezza, anche se il servizio nazionale continuò sino al 1960. Questo periodo vide inoltre il processo di decolonizzazione cominciato con la partizione prima e l'indipendenza poi dell'India e del Pakistan, seguite dall'indipendenza delle colonie inglesi in Africa e Asia. Secondo gli accordi internazionali, il Regno Unito ridusse ulteriormente il proprio esercito, fatto che comunque non impedì l'intervento in Corea nel 1950 e a Suez nel 1956. Un gran numero di truppe britanniche rimase inoltre in Germania assistendo al ritiro delle truppe sovietiche dopo l'occupazione. Il British Army of the Rhine fu di stanza in Germania in quegli anni. La guerra fredda vide il significativo avanzare delle tecnologie belliche nel British Army.
Malgrado il declino dell'Impero britannico, l'esercito continuava a venire impiegato nel mondo, combattendo guerre ad Aden (Emergenza di Aden), nel Borneo (Confronto tra Indonesia e Malesia), Cipro (Emergenza di Cipro), Kenya (Rivolta Mau Mau) e Malaya (Emergenza malese). Nel 1982 l'esercito britannico, assieme ai Royal Marines, fu il punto chiave della cattura delle Isole Falkland durante il conflitto locale con l'Argentina.
Nei tre decenni successivi al 1969, l'esercito britannico venne pesantemente impiegato nell'Irlanda settentrionale, in supporto al Royal Ulster Constabulary (poi Police Service of Northern Ireland) nel conflitto coi gruppi paramilitari repubblicani. Venne così a formarsi l'Ulster Defence Regiment con reclute locali, reggimento che poi divenne il Royal Irish Regiment nel 1992, prima di essere sciolto nel 2006. Più di 700 soldati vennero uccisi durante i tumulti in Irlanda.

## L'esercito oggi

### Personale

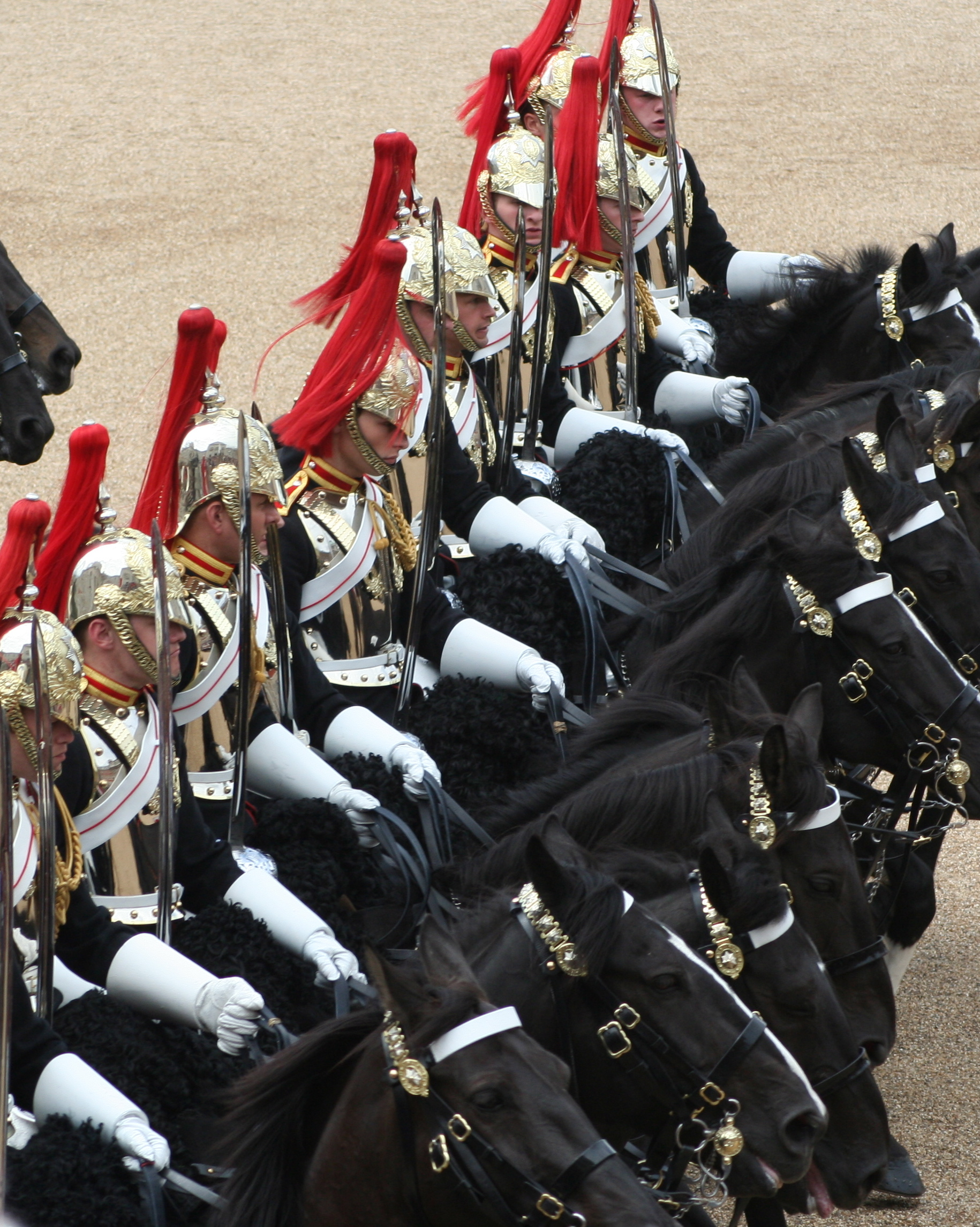
Truppe dei Blues and Royals

Il British Army è una forza meramente professionale dal termine del National service nel 1960. Gli elementi dell'esercito assunti a pieno titolo sono detti Regular Army sin dalla creazione del Territorial Force nel 1908. La grandezza e la struttura del British Army è in continua evoluzione, ma al 1º luglio 2012 esso contava 107 340 soldati (103 590 regolari, 3 750 Gurkhas) e 31 600 Territorial soldiers per una forza combinata di 138 500 soldati. Oltre a questi vi sono 121 800 uomini di riserva.
Le future trasformazioni del British Army vengono definite "Army 2020", risultato della Strategic Defence and Security Review dell'ottobre del 2010 che ha apportato delle modifiche e alcune revisioni nel campo. Army 2020 "assicurerà che il British Army rimanga il più capace esercito della sua classe e permetterà di mantenere la sicurezza per il 2020 e oltre". Inizialmente, nell'ottobre del 2010, lo Strategic Defence and Security Review sottolineò la riduzione dell'esercito regolare di 7 000 unità per un rafforzamento progressivo di 95 000 unità entro il 2015.
La tabella sottostante mostra la tendenza storica del personale del British Army dal 1750 al 2012. Il Territorial Army è entrato in vigore sono nel 1908.
|             | (1707–1800) | (1707–1800) | (1801–1921) | (1801–1921) | (1801–1921) | (1801–1921) | (1801–1921) | (1801–1921) | (1921–) | (1921–)   | (1921–) | (1921–) | (1921–) | (1921–) | (1921–) | (1921–) | (1921–) | (1921–) | (1921–) | (1921–) |
| 1750        | 1800        | 1817        | 1850        | 1883        | 1900        | 1901        | 1918        | 1939        | 1945    | 1950      | 1960    | 1970    | 1978    | 1980    | 1990    | 2000    | 2010    | 2012    | 2020    |         |
| ----------- | ----------- | ----------- | ----------- | ----------- | ----------- | ----------- | ----------- | ----------- | ------- | --------- | ------- | ------- | ------- | ------- | ------- | ------- | ------- | ------- | ------- | ------- |
| Regolari    | 78 900      | 80 300      | 92 000      | 99 100      | 124 000     | 301 500     | 430 000     | 3 818 292   | 230 000 | 3 120 000 | 364 100 | 315 000 | 174 000 | 163 000 | 159 000 | 152 800 | 110 100 | 108 900 | 107 340 | 89 000  |
| Territorial |             |             |             |             |             |             |             |             | 270 000 |           | 82 500  | 120 000 | 80 000  | 65 100  | 63 300  | 72 500  | 44 840  | 33 130  | 31 160  | 38 000  |
| Totale      | 78 900      | 80 300      | 92 000      | 99 100      | 124 000     | 301 500     | 430 000     | 3 818 292   | 500 000 | 3 120 000 | 446 600 | 435 000 | 254 000 | 228 100 | 222 300 | 225 300 | 154 940 | 142 060 | 138 500 | 127 000 |

## Conflitti recenti ed attuali

### Guerra del Golfo Persico
La fine della guerra fredda vide un significativo taglio nelle spese per gli armamenti così come delineato nelle Options for Change. Malgrado questo, l'esercito inglese venne utilizzato in diversi scenari contribuendo con 50 000 uomini in Iraq nell'ambito della Guerra del Golfo. Le forze britanniche vennero poste di stanza in Kuwait dopo la liberazione del paese.
47 soldati morirono durante il conflitto.

### Conflitti nei Balcani
Il British Army venne impiegato in Jugoslavia nel 1992; inizialmente questa forza era parte della United Nations Protection Force. Nel 1995 il comando venne trasferito all'IFOR e poi allo SFOR. Le truppe attualmente dispiegate nell'area sono parte dell'EUFOR. Più di 10 000 uomini vennero inviati in loco. Nel 1999 le forze britanniche al comando dello SFOR vennero inviate in Kosovo durante il locale conflitto. Il comando venne quindi trasferito al KFOR. Tra il 1993 ed il giugno del 2010, 72 soldati morirono nelle operazioni in Bosnia, Kosovo e Macedonia.

### Guerra in Afghanistan

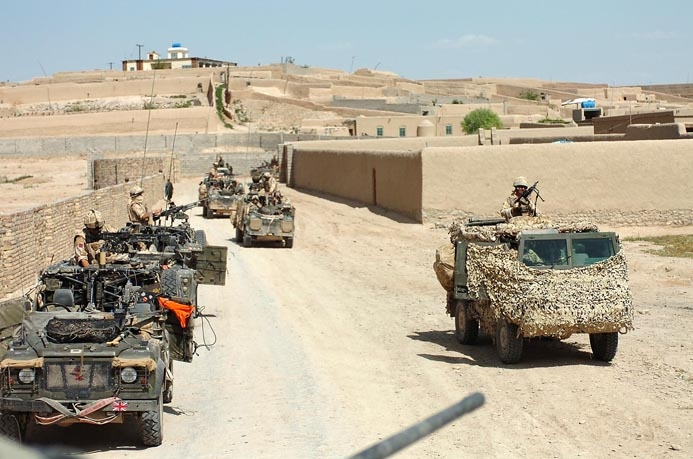
Soldati britannici nel maggio del 2007, durante la Guerra in Afghanistan.

Nel novembre del 2001 il Regno Unito, come parte dell'Operation Enduring Freedom con gli Stati Uniti, invase l'Afghanistan per fermare le azioni dei talebani. La 3ª divisione venne impiegata a Kabul, contribuendo alla liberazione della capitale. La 3 Commando Brigate dei Royal Marines (parte della Royal Navy ma con un discreto numero di uomini provenienti dall'esercito), pattugliò le montagne locali. Il British Army è attualmente concentrato nella lotta contro i talebani e nel mantenimento della sicurezza nella provincia di Helmand. Circa 9 000 soldati (tra cui marines, aviatori e marinai) si trovano ancora oggi in Afghanistan, distinguendosi per essere la seconda forza militare dell'area per grandezza dopo gli Stati Uniti. Circa 500 soldati britannici sono stati inviati in rinforzo nel 2009, portando il totale di uomini impiegati nell'area a 9 500. Nel dicembre del 2012 il primo ministro David Cameron ha annunciato che nel corso del 2013 verranno ritirate dall'Afghanistan 3 800 uomini, portando il numero degli impiegati a 5 200. Le operazioni di combattimento sono previste a conclusione nel 2014. Tra il 2001 ed il maggio del 2012 sono morti 414 soldati britannici in Afghanistan.

### Guerra in Iraq

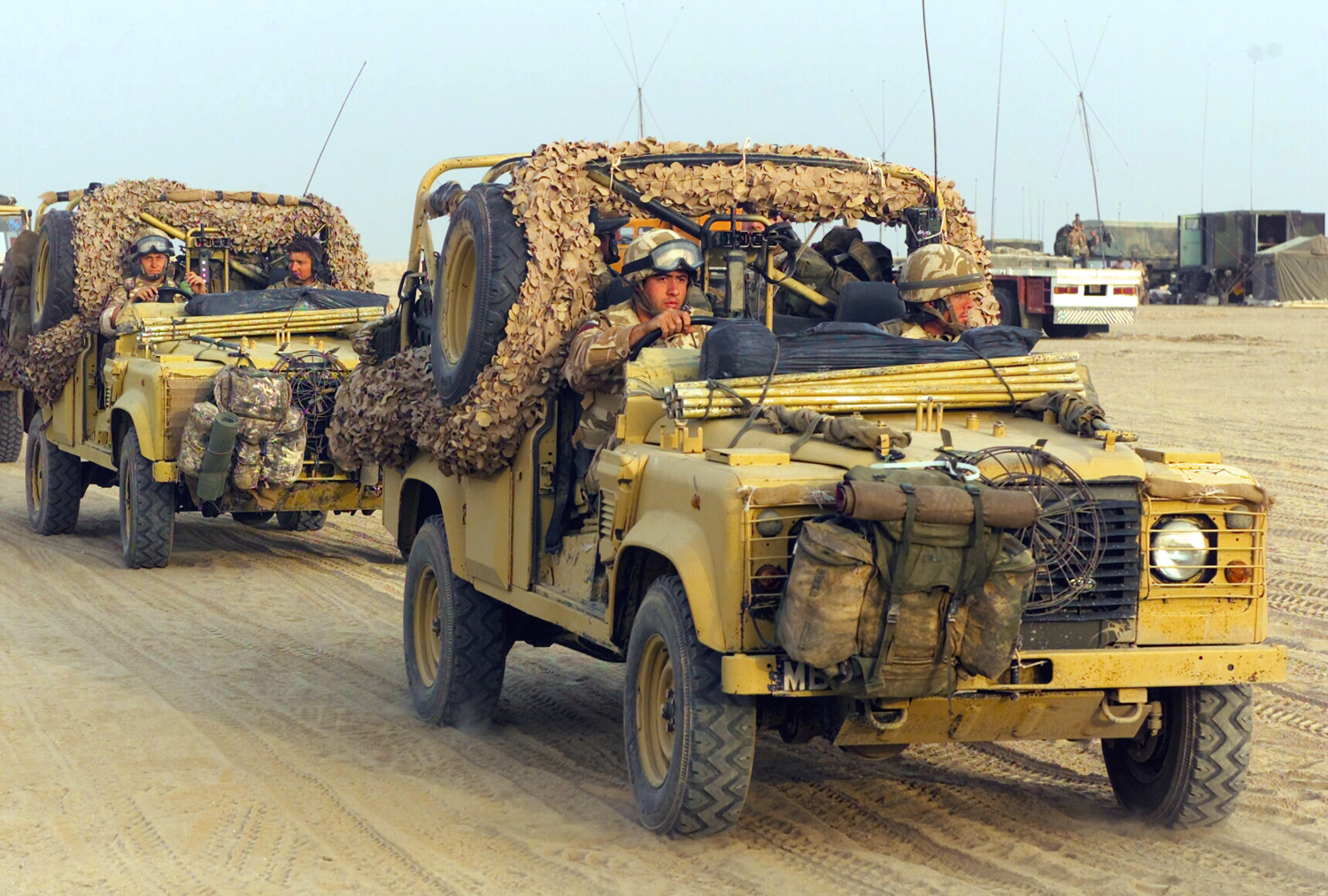
Soldati britannici nel marzo del 2003, durante l'invasione dell'Iraq.

Nel 2003, il Regno Unito fu tra i principali contributori assieme agli Stati Uniti dell'invasione dell'Iraq, inviando un totale di 46 000 uomini in loco. Il British Army ottenne il controllo delle regioni meridionali dell'Iraq e mantenne la pace nella città di Bassora sino alla ritirata il 30 aprile 2009. 179 soldati britannici sono morti nel corso delle operazioni in Iraq.

### I "Troubles"
Pur avendo guarnigioni permanenti in Irlanda del Nord, il British Army venne inizialmente impiegato in loco a capo di una missione pacificatrice col tentativo di indebolire gli attacchi degli Unionisti sui Nazionalisti a Derry ed a Belfast e di prevenire futuri attacchi dei Lealisti alle comunità cattoliche. L'operazione ebbe nome Operazione Banner e perdurò dal 1969 al 2007 in supporto del Royal Ulster Constabulary (RUC) e del suo successore, il Police Service of Northern Ireland (PSNI). Dal Good Friday Agreement siglato nel 1998 vi è stata una significativa riduzione delle truppe inglesi in Irlanda del Nord. Nel 2005, dopo che il Provisional Irish Republican Army ebbe annunciato la fine dei conflitti in Irlanda del Nord, il British Army smantellò i posti di blocco e ritirò diverse truppe.
L'Operazione Banner terminò alla mezzanotte in punto del 31 luglio 2007, portando a conclusione un conflitto della durata straordinaria di 38 anni, il più lungo nella storia del British Army. L'Operazione Helvetic rimpiazzò l'Operazione Banner nel 2007 mantenendo molti uomini in servizio. Dal 1971 al 1997 un totale di 763 militari inglesi sono rimasti uccisi in Irlanda del Nord.

### Attuali impieghi

#### Operazioni ad alta intensità
| Nazione     | Date      | Dispiegamento | Dettagli |
| ----------- | --------- | ------------- | --- |
| Afghanistan | 2001–2021 | 9 500 truppe  | Le truppe inglesi sono state poste di base in Afghanistan sin dall'invasione statunitense nel 2001. Attualmente, sotto i termini dell'Operazione Herrick, l'esercito mantiene truppe a Camp Souter, presso Kabul, ed una brigata a 6 mesi di rotazione nella provincia meridionale di Helmand, in gran parte di sede a Camp Bastion. Nel dicembre del 2012 il primo ministro David Cameron ha annunciato il ritiro entro il 2013 di 3 800 soldati.. Dopo la fine ufficiale dell'operazione Herrick nel 2014, il British Army ha mantenuto un piccolo contingente in Afghanistan fino all'estate 2021 quando i talebani hanno ripreso rapidamente il controllo del paese. Gli ultimi soldati britannici hanno lasciato l'Afghanistan nell'agosto 2021, insieme alle ultime truppe della coalizione ancora presenti a Kabul per gestire le drammatiche fasi dell'evacuazione della capitale al momento dell'arrivo dei talebani. |

#### Operazioni a bassa intensità
| Nazione          | Date      | Dispiegamento | Dettagli |
| ---------------- | --------- | --- | --- |
| Cipro            | 1960–     | Due battaglioni di fanteria residenti, Royal Engineers, 16 Flight Army Air Corps e Joint Service Signals Unit a Ayios Nikolaos come parte del British Forces Cyprus | Il Regno Unito mantiene due Sovereign Base Areas a Cipro sin dalla dichiarazione d'indipendenza dell'isola. Le basi sono inoltre utilizzate come basi d'appoggio per le operazioni in Medioriente. Le forze inglesi sono inoltre anche utilizzate per operazioni di pacificazione sull'isola. I principali punti di appoggio sono le Alexander Barracks a Dhekelia e le Salamanca Barracks ad Episkopi.                                                                               |
| Isole Falkland   | 1982–     | Un gruppo di una compagnia di fanteria ed uno squadrone di genieri                                                                                                  | Precedentemente era presente in loco un plotone di Royal Marines. Dopo il 1982 e la guerra tra Argentina e Regno Unito, la guarnigione venne ingrandita con la costruzione di una base della RAF a Mount Pleasant nelle Grand Soledad. |
| Gibilterra       | 1704–1991 | Un battaglione di fanteria, Joint Provost e Security Unit come parte del British Forces Gibraltar                                                                   | Il British Army dispone di una guarnigione composta da un reggimento indigeno, il Royal Gibraltar Regiment, che rimase a capo della sicurezza del presidio locale sino all'abbandono definitivo nel 1991. |
| Irlanda del Nord | 1920–     | Circa 3 200 uomini | Dal 2007 come parte dell'Operazione Helvetic che rimpiazzo l'Operazione Banner. |
| Sierra Leone     | 1999      | Minime | Il British Army venne impiegato in Sierra Leone, già colonia britannica, sulla base dell'Operazione Palliser nel 1999 in aiuto al governo locale alle prese con una rivolta della milizia indigena, su richiesta delle Nazioni Unite; con l'Operazione Barras del settembre 2000, inoltre, forze scelte britanniche intervennero per risolvere una situazione con ostaggi. Le truppe rimasero nella regione sino al ristabilimento poco dopo del regolare governo della Sierra Leone. |
| Pakistan         | 2009–2012 | 24 istruttori | 24 istruttori del British Army oltre a 6 membri del personale americano vennero inviati ad allenare i corpi di frontiera dell'esercito paramilitare pakistano per un periodo di 3 anni |

#### Incarichi permanenti oltremare
| Nazione  | Date      | Dispiegamento                                                                                                  | Dettagli |
| -------- | --------- | --- | --- |
| Belize   | Anni '40– | Unità di allenamento e supporto e 25 Flight Army Air Corps                                                     | Le truppe britanniche sono state poste di base in Belize dalla fine degli anni '40 al 1994. Il Guatemala, confinante col Belize, aveva infatti delle pretese su alcuni territori border line. Su richiesta del governo del Belize, truppe inglesi rimasero in loco dopo l'indipendenza nel 1981 per aiutare a difendere il popolo.                                                                   |
| Brunei   | 1962–     | Un battaglione dei Royal Gurkha Rifles, British Garrison, Training Team Brunei (TTB) e 7 Flight Army Air Corps | Un battaglione Gurkha è rimasto in Brunei dalla Rivolta del Brunei del 1962 su richiesta del sultano Omar Ali Saifuddien III. Il Training Team Brunei (TTB) è l'attuale scuola di allenamento da combattimento nella jungla, mentre un piccolo numero di uomini rimane impiegato come supporto. Il 7 Flight Army Air Corps provvede il supporto con elicotteri sia al battaglione Gurkha che al TTB. |
| Canada   | 1972–     | British Army Training Unit Suffield e 29 (BATUS) Flight Army Air Corps                                         | Un centro di allenamento si trova ad Alberta che prevede l'uso di forze inglesi e canadesi con accordo del governo del Canada. |
| Germania | 1945–2015 | 1st (UK) Armoured Division come parte del British Forces Germany                                               | Le forze inglesi sono rimaste in Germania dalla fine della seconda guerra mondiale. Le forze sono molto discese in numero dopo la fine della Guerra fredda, e nell'ottobre del 2010 il primo ministro David Cameron ha annunciato grandi tagli per ritirare tutte le truppe inglesi impiegate in Germania entro il 2020. La divisione è rientrata a York nel 2015.                                   |
| Kenya    | 2010–2012 | British Army Training Unit Kenya                                                                               | L'esercito inglese ha un centro d'addestramento in Kenya, con l'accordo del governo locale. Esso è in grado di addestrare tre battaglioni di fanteria all'anno |

## Formazione e struttura
La struttura del British Army è piuttosto complessa per via delle differenti origini dei vari reparti che lo costituiscono. Esso è grossolanamente diviso in Esercito Regolare (soldati in pieno regime) e Territorial Army (soldati a leva ed a chiamata).
In termini della sua struttura militare, esso ha due organizzazioni parallele, una amministrativa ed una basata sull'operatività.
Amministrativa
- Reggimenti e Corpi (riportati di seguito) comprendenti anche la Household Cavalry, l'Army Physical Training Corps ed il Royal Logistic Corps. La fanteria non è un corpo ma è un insieme di reggimenti separati ed è amministrata in divisioni (vedi Guards Division, Queen's Division, Scottish Division, ecc.).[103]

Operazioni
- Il principale comando operativo è posto ad Andover ed è conosciuto col nome di "Army Headquarters".[104][105] Esso è suddiviso in divisioni ed unità subordinate che vanno dai reggimenti alle squadriglie.
- Divisioni (1 Div. di base ad Herford in Germania e 3 Div. di base a Bulford)[106]
  - Brigate, come ad esempio la 43 (Wessex) Brigade di base a Bulford.

### Struttura ed unità
Le unità per operazioni standard sono strutturate come segue, anche se diverse unità hanno una loro propria struttura, convenzioni, nomi e grandezza:
| Tipi di unità         | Corpi                                   | Divisione         | Brigata             | Battaglione / Reggimento | Compagnia / Squadrone | Plotone / Truppa                 | Sezione      | Fire Team      |
| --------------------- | --------------------------------------- | ----------------- | ------------------- | ------------------------ | --------------------- | -------------------------------- | ------------ | -------------- |
| Contiene              | 2 o più divisioni                       | 2–3 Brigate       | 3–5 Battaglioni     | 5–7 Compagnie            | 3 Plotoni             | 3 Sezioni                        | 2 Fire Teams | 4 Individuali  |
| Personale Combattente | 7200 o più                              | 3600-6300         | 1800-3150           | 360–630                  | 72-90                 | 24-30                            | 8–10         | 4              |
| Comandate da          | Maggiore Generale o ufficiale superiore | Maggiore Generale | Generale di Brigata | Tenente Colonnello       | Maggiore              | Capitano, Tenente o Sottotenente | Caporale     | Soldato scelto |

I Corpi sono composti da due o più divisioni, ma oggi raramente sono impiegati in toto per via della grandezza del British Army.
Al posto del battaglione, inoltre, può essere creata sul campo un'apposita conformazione di uomini. Un gruppo di battaglia è composto anche da un reggimento armato e da un battaglione di fanteria, con unità che possono essere aggiunte o rimosse a seconda delle esigenze. Il risultato è un insieme di veicoli armati, fanteria, artiglieria, genieri ed unità di supporto, solitamente composto da 600-700 unità al comando di un Tenente Colonnello.
Un certo numero di corpi dell'esercito utilizza forme alternative per indicare unità come il battaglione, la compagnia o il plotone. Tra questi ci sono il Royal Armoured Corps, il Corps of Royal Engineers, il Royal Logistic Corps ed il Royal Corps of Signals che usano reggimento (per battaglione), squadrone (per compagnia) e truppa (per plotone). La Royal Artillery è l'unica ad utilizzare il termine reggimento sia per il corpo che per il battaglione, rimpiazzando la compagnia col termine batteria e plotone con truppa.

### Divisioni
Il British Army ha due divisioni operative attualmente.
| Nome         | Quartier generale  | Sottounità                               |
| ------------ | ------------------ | ---------------------------------------- |
| 1st Division | York               | Due brigate meccanizzate.                |
| 3rd Division | Bulford, Salisbury | Tre brigate meccanizzate ed una leggera. |
| 6th Division | Upavon             | Una brigata leggera                      |

Vi sono inoltre dieci brigate che non sono parte di alcuna divisione e che vanno direttamente a rapporto del Support Command.

### Componenti dell'aviazione
Il British Army opera anche a fianco della Royal Air Force come parte di una Joint Force, anche se l'esercito dispone di un proprio Army Air Corps. Gli elicotteri militari di tutti e tre i servizi sono comandati dal Joint Helicopter Command.

### Forze speciali
Il British Army contribuisce a due delle tre formazioni di forze speciali del Comando delle United Kingdom Special Forces; lo Special Air Service Regiment e lo Special Reconnaissance Regiment. La formazione più famosa è lo Special Air Service Regiment. La SAS comprende un reggimento di regolari e due reggimenti di Territorial Army.
Il reggimento di regolari, il 22 SAS, ha il proprio quartier generale e deposito a Hereford e consiste di cinque squadroni: A, B, D, G e riserva con un ramo d'allenamento. I due reggimenti di riserva della SAS; 21 SAS e 23 SAS hanno un ruolo ancora più limitato, ovvero quello di provvedere al deposito per i gruppi UKSF.
Lo Special Reconnaissance Regiment (SRR), formato nel 2005 con truppe esistenti, mantiene compiti di sorveglianza speciale. Special Forces Support Group sono formate dal 1º battaglione del Parachute Regiment, con gruppi di Royal Marines e RAF Regiment. Gli Special Forces Support Group sono sotto il diretto controllo dell'Operational Control of Director Special Forces.

## Equipaggiamento

### Armi individuali
| Modello                     | Immagine | Tipo                           | Calibro              | Origine     | Note |
| Pistole                     | Pistole  | Pistole                        | Pistole              | Pistole     | Pistole |
| --------------------------- | -------- | ------------------------------ | -------------------- | ----------- | --- |
| Glock 17                    |          | Pistola semiautomatica         | 9 × 19 mm Parabellum | Austria     | [ 116 ] |
| Glock 19                    |          | Pistola semiautomatica         | 9 × 19 mm Parabellum | Austria     | [ 117 ] |
| Fucili a canna liscia       |          |                                |                      |             | |
| Benelli M4 Super 90         |          | Fucile semiautomatico          | Calibro 12           | Italia      | [ 118 ] |
| Pistole mitragliatrici      |          |                                |                      |             | |
| Heckler & Koch MP5          |          | Pistola mitragliatrice         | 9 × 19 mm Parabellum | Germania    | In servizio nelle forze speciali e nella Royal Military Police Close Protection Unit nelle versioni MP5A3 (L92A1), MP5SD3 (L91A1), MP5K (L80A1) e MP5KA1 (L90A1). |
| Fucili d'assalto            |          |                                |                      |             | |
| Enfield SA-80               |          | Fucile d'assalto               | 5,56 × 45 mm NATO    | Regno Unito | Sia in versione L85A2 che in versione carabina L22A2. In aggiornamento a L85A3 a partire dal 2018. |
| Colt Canada C8              |          | Fucile d'assalto               | 5,56 × 45 mm NATO    | Canada      | In servizio dal 2013 nel SAS, in altri reparti speciali, nella Royal Military Police Close Protection Unit e nelle unità dell'esercito del 3 Commando Brigade. Dal 2017 è in servizio anche la versione L119A2.                                                                                                   |
| KS-1                        |          | Fucile d'assalto               | 5,56 × 45 mm NATO    | Stati Uniti | In servizio nell'Army Special Operations Brigade a partire dal 2023. |
| Mitragliatrici              |          |                                |                      |             | |
| FN MAG                      |          | Mitragliatrice ad uso generale | 7,62 × 51 mm NATO    | Belgio      | [ 122 ] |
| Browning M2                 |          | Mitragliatrice pesante         | 12,7 × 99 mm NATO    | Stati Uniti | [ 122 ] |
| Fucili di precisione        |          |                                |                      |             | |
| L129A1                      |          | Designated marksman rifle      | 7,62 × 51 mm NATO    | Stati Uniti | [ 122 ] |
| Accuracy International AWM  |          | Fucile di precisione           | .338 Lapua           | Regno Unito | La versione L115A3 è un aggiornamento del L115A1 con silenziatore rimovibile, mirino ognitempo e possibilità di installare un mirino notturno. La versione L115A4 è una versione con caricatore modificato per contenere munizioni da 300 grani, slitta Keymod sull'impugnatura e una livella dietro al castello. |
| Accuracy International AX50 |          | Fucile anti-materiale          | 12,7 × 99 mm NATO    | Regno Unito | |
| Barrett M82                 |          | Fucile anti-materiale          | 12,7 × 99 mm NATO    | Stati Uniti | |
| Gepard GM6 Lynx             |          | Fucile anti-materiale          | 12,7 × 99 mm NATO    | Ungheria    | In servizio nello Special Air Service e nello Special Reconnaissance Regiment dal 2021. |
| Lanciagranate               |          |                                |                      |             | |
| Heckler & Koch AG36         |          | Lanciagranate                  | 40 mm                | Germania    | |
| Heckler & Koch AG-C/EGLM    |          | Lanciagranate                  | 40 mm                | Germania    | |
| Heckler & Koch GMW          |          | Lanciagranate automatico       | 40 mm                | Germania    | [ 122 ] |
| Armi anticarro              |          |                                |                      |             | |
| AT4                         |          | Lanciarazzi anticarro          | 84 mm                | Svezia      | [ 125 ] |
| Carl Gustav M4              |          | Cannone senza rinculo          | 84 mm                | Svezia      | [ 126 ] |

### Artiglieria
| Modello                 | Immagine  | Calibro   | Origine            | In servizio | Note                                                                                                 |
| Semoventi               | Semoventi | Semoventi | Semoventi          | Semoventi   | Semoventi                                                                                            |
| ----------------------- | --------- | --------- | ------------------ | ----------- | --- |
| AS-90                   |           | 155 mm    | Regno Unito        | 57          | |
| Archer Artillery System |           | 155 mm    | Svezia             | 14          | 14 acquistati di seconda mano dalla Svezia a marzo 2023 e consegnati nell'ottobre dello stesso anno. |
| Obici                   |           |           |                    |             | |
| L118 Light Gun          |           | 105 mm    | Regno Unito        | 126         | |
| Mortai                  |           |           |                    |             | |
| L16A2                   |           | 81 mm     | Regno Unito Canada |             | [ 122 ]                                                                                              |
| Lanciarazzi multipli    |           |           |                    |             | |
| MLRS                    |           | 227 mm    | Stati Uniti        | 29          | |

### Veicoli
| Modello                                 | Immagine     | Tipo                          | Origine              | In servizio  | Note |
| Carri armati                            | Carri armati | Carri armati                  | Carri armati         | Carri armati | Carri armati |
| --------------------------------------- | ------------ | ----------------------------- | -------------------- | ------------ | --- |
| Challenger 2                            |              | Carro armato da combattimento | Regno Unito          | 213          | 148 verranno aggiornati a Challenger 3 entro il 2027. Il Challenger 3 avrà una nuova torretta, un cannone Rheinmetall L55 da 120 mm, motore aggiornato, nuove sospensioni, un nuovo sistema di identificazione e tracciamento dei bersagli, visori notturni, Laser Warning Receiver e un sistema di protezione attiva Trophy.                      |
| Veicoli da combattimento della fanteria |              |                               |                      |              | |
| Ajax                                    |              | IFV                           | Regno Unito          | 44           | 589 acquistati nel 2014 divisi in 245 IFV Ajax, 93 veicoli trasporto truppe Ares, 112 veicoli di comando Athena, 50 veicoli corazzati da recupero Apollo, 38 veicoli corazzati da recupero Atlas e 51 veicoli del genio Argus. |
| Boxer                                   |              | IFV                           | Germania Paesi Bassi | 2            | 523 acquistati nel 2018, di cui 85 da trasporto truppa, 60 veicoli del genio, 62 veicoli da ricognizione e supporto alla fanteria, 28 portamortaio, 50 veicoli da recupero, 177 veicoli di comando e 61 ambulanze. Altri 100 sono stati ordinati nel 2022, portando il totale a 623 esemplari. I primi 2 prototipi sono stati consegnati nel 2023. |
| Warrior                                 |              | IFV                           | Regno Unito          | 625          | 789, inclusi gli esemplari in versione di comando, da osservazione e da recupero, consegnati a partire dal 1987. |
| Veicoli trasporto truppe                |              |                               |                      |              | |
| Bulldog                                 |              | APC                           | Regno Unito          | 746          | |
| Mastiff                                 |              | APC                           | Stati Uniti          | 329          | |
| Wolfhound                               |              | APC                           | Stati Uniti          | 86           | Versione del Mastiff utilizzata per il supporto alla fanteria e il trasporto di equipaggiamento. |
| Ridgeback                               |              | APC                           | Stati Uniti          | 164          | |
| Panther                                 |              | Infantry Mobility Vehicle     | Italia               | 380          | 401 acquistati nel 2003 e consegnati a partire dal 2008. |
| Foxhound                                |              | Infantry Mobility Vehicle     | Regno Unito          | 398          | |
| Veicoli per usi speciali                |              |                               |                      |              | |
| Trojan                                  |              | Veicolo del genio             | Regno Unito          | 32           | |
| Terrier Armoured Digger                 |              | Veicolo del genio             | Regno Unito          | 56           | |
| CRARRV                                  |              | Veicolo corazzato da recupero | Regno Unito          |              | |
| Titan                                   |              | Veicolo gettaponte            | Regno Unito          | 33           | |
| M3 Amphibious Rig                       |              | Veicolo gettaponte            | Germania             | 27           | |
| Transportpanzer 1 Fuchs                 |              | Veicolo da ricognizione NBCR  | Germania             | 11           | 11 consegnati nel 1990. |
| Dragon Runner                           |              | Explosive Ordnance Disposal   | Regno Unito          |              | [ 140 ] |
| Harris T7 UGV                           |              | Explosive Ordnance Disposal   | Stati Uniti          |              | 56 acquistati nel 2017. |
| Veicoli utility                         |              |                               |                      |              | |
| Jackal 2                                |              | Veicolo tattico               | Regno Unito          | 431          | |
| Coyote                                  |              | Veicolo tattico               | Regno Unito          | 72           | Versione da supporto tattico del Jackal 2 per il trasporto di equipaggiamento. |
| Jackal 3                                |              | Veicolo tattico               | Regno Unito          | 0            | 70 acquistati nel 2023 con un'opzione per 240 esemplari totali. |
| Land Rover RWMIK                        |              | Veicolo tattico               | Regno Unito          |              | |
| Steyr-Puch Pinzgauer                    |              | Veicolo multiruolo            | Austria              |              | Alcuni convertiti in Pinzgauer Vector aggiungendo una corazzatura leggera e mantenuti in servizio tra il 2007 e il 2009. |
| Land Rover Wolf                         |              | Veicolo multiruolo            | Regno Unito          |              | |
| Land Rover Battle Field Ambulance       |              | Ambulanza                     | Regno Unito          |              | |
| All Terrain Mobility Platform           |              | All-terrain vehicle           | Regno Unito          |              | |
| Autocarri                               |              |                               |                      |              | |
| RMMV HX                                 |              | Autocarro                     | Germania             |              | [ 145 ] |
| MAN SX                                  |              | Autocarro                     | Germania             |              | [ 145 ] |
| Oshkosh Wheeled Tanker                  |              | Autocisterna                  | Stati Uniti          |              | |
| Oshkosh M1070F                          |              | Trattore stradale             | Stati Uniti          | 182          | |

### Missili
| Modello           | Immagine          | Tipo                                          | Origine            | Note |
| Missili anticarro | Missili anticarro | Missili anticarro                             | Missili anticarro  | Missili anticarro |
| ----------------- | ----------------- | --------------------------------------------- | ------------------ | --- |
| NLAW              |                   | Missile guidato dalla linea di vista prevista | Svezia Regno Unito | [ 122 ] |
| FGM-148 Javelin   |                   | Missile a guida infrarossa                    | Stati Uniti        | [ 122 ] |
| Exactor 2         |                   | Missile a guida radar attiva                  | Israele            | [ 146 ] |
| Missili antiaerei |                   |                                               |                    | |
| Starstreak SP HVM |                   | Sistema SAM a corto raggio                    | Regno Unito        | Sistema di lancio su Alvis Stormer con 8 lanciatori e deposito interno per 12 missili Starstreak High Velocity Missile.                                                                                        |
| Sky Sabre         |                   | Sistema SAM a corto raggio                    | Regno Unito Italia | Sistema composto da un lanciatore MBDA iLauncher per missili Land Ceptor, radar Saab Giraffe AMB e un centro di controllo Rafael Advanced Defense Systems Modular Integrated C4I Air & Missile Defense System. |
| Starstreak        |                   | MANPADS                                       | Regno Unito        | |
| Martlet           |                   | MANPADS                                       | Regno Unito        | |

### Mezzi aerei
| Aeromobile                      | Origine                        | Tipo                           | Versione                       | In servizio                    | Note                                                              | Immagine                       |
| Aeromobili a pilotaggio remoto  | Aeromobili a pilotaggio remoto | Aeromobili a pilotaggio remoto | Aeromobili a pilotaggio remoto | Aeromobili a pilotaggio remoto | Aeromobili a pilotaggio remoto                                    | Aeromobili a pilotaggio remoto |
| ------------------------------- | ------------------------------ | ------------------------------ | ------------------------------ | ------------------------------ | ----------------------------------------------------------------- | ------------------------------ |
| Lockheed Martin Desert Hawk III | Stati Uniti                    | UAV                            | Desert Hawk III                | 228                            |                                                                   |                                |
| Lockheed Martin Stalker         | Stati Uniti                    | UAV                            | Stalker                        | 0                              | 105 acquistati nel 2022 con consegne previste a partire dal 2024. |                                |
| Lockheed Martin Indago 4        | Stati Uniti                    | UAV                            | Indago 4                       | 0                              | 159 acquistati nel 2022 con consegne previste a partire dal 2024. |                                |